# Æmilius Macer
Pour les articles homonymes, voir Macer.
Aemilius Macer (mort en Asie en 15 av. J.-C.) était un poète didactique latin qui écrivit sur les oiseaux (Ornithogonia) et les remèdes aux morsures de serpents (Theriaca, inspiré par Nicandre de Colophon)

## Biographie
Ami de Virgile et d'Ovide, Aemilius Macer était considéré comme un spécialiste de la nature par Quintilien ou Pline l'Ancien.